# Calasellus californicus
Calasellus californicus là một loài chân đều trong họ Asellidae. Loài này được Miller miêu tả khoa học năm 1933.